# Liste der Baudenkmäler in Willmars
Auf dieser Seite sind die Baudenkmäler in der unterfränkischen Gemeinde Willmars zusammengestellt. Diese Tabelle ist eine Teilliste der Liste der Baudenkmäler in Bayern. Grundlage ist die Bayerische Denkmalliste, die auf Basis des Bayerischen Denkmalschutzgesetzes vom 1. Oktober 1973 erstmals erstellt wurde und seither durch das Bayerische Landesamt für Denkmalpflege geführt wird. Die folgenden Angaben ersetzen nicht die rechtsverbindliche Auskunft der Denkmalschutzbehörde.

## Baudenkmäler nach Gemeindeteilen

### Willmars
| Lage                                                                                          | Objekt                                                                  | Beschreibung | Akten-Nr.     | Bild                                       |
| --------------------------------------------------------------------------------------------- | ----------------------------------------------------------------------- | --- | ------------- | ------------------------------------------ |
| Alleestraße 1 (Standort)                                                                      | Ehemals Hofstelle, Wohngebäude                                          | Zweigeschossiger Fachwerkbau mit verputztem Erdgeschoss und Halbwalmdach,18. Jh.                                                                           | D-6-73-182-16 | Ehemals Hofstelle, Wohngebäude             |
| Alleestraße 1 (Standort)                                                                      | Ehemals Hofstelle, Scheune                                              | Fachwerkbau mit Satteldach, wohl gleichzeitig | D-6-73-182-16 | BW                                         |
| Lappichstraße 31 ()                                                                           | Ehemalige Synagoge                                                      | zweigeschossiger Sichtziegelbau mit Lisenengliederung auf hohem Natursteinsockel und Satteldach, 1901                                                      | D-6-73-182-18 |                                            |
| Oberdorfstraße 8 (Standort)                                                                   | Evangelisch-lutherische Kirche                                          | Chorturmkirche, Turmuntergeschoss romanisch, Langhaus 1705; mit Ausstattung                                                                                | D-6-73-182-1  | weitere Bilder                             |
| Nähe Schulbergstraße, Nähe Hintere Bergstraße, Oberdorfstraße 8, Oberdorfstraße 10 (Standort) | Kirchhofmauer                                                           | | D-6-73-182-1  | BW                                         |
| Oberdorfstraße 10 (Standort)                                                                  | Gaden                                                                   | | D-6-73-182-1  | BW                                         |
| Oberdorfstraße 10 (Standort)                                                                  | Ehemaliges Pfarrhaus, heute Leihbibliothek                              | Halbwalmdachhaus mit Fachwerkobergeschoss, auf hohem Kellersockel, 18. Jahrhundert                                                                         | D-6-73-182-2  | Ehemaliges Pfarrhaus, heute Leihbibliothek |
| Oberdorfstraße 26 (Standort)                                                                  | Ehemalige Ziegelei                                                      | Dreigeschossige Trockenhalle, Ziegelmauerwerk, Obergeschoss Fachwerk, 1891 und 1903, Kamin, 1910, Zickzack-Ringofen, 1939 unter Verwendung älterer Anlagen | D-6-73-182-8  | weitere Bilder                             |
| Steinhack ()                                                                                  | Kriegerdenkmal für die Gefallenen und Vermissten des Ersten Weltkrieges | Obelisk auf zweistufigem Sockel, um 1925, nach 1945 um die Opfer des Zweiten Weltkrieges ergänzt; deutsch-völkischer Gedenkstein, nach 1933                | D-6-73-182-20 |                                            |

### Unterfilke
| Lage                           | Objekt                                             | Beschreibung                                                            | Akten-Nr.    | Bild           |
| ------------------------------ | -------------------------------------------------- | ----------------------------------------------------------------------- | ------------ | -------------- |
| Mauerschädel 2 (Standort)      | Ruine einer Chorturmkirche                         | 12. Jahrhundert                                                         | D-6-73-182-4 | weitere Bilder |
| Mauerschädel 2 (Standort)      | Reste der Kirchhofmauer der ehemaligen Kirchenburg | 12. Jahrhundert                                                         | D-6-73-182-4 | BW             |
| Schmerbacher Weg 11 (Standort) | Evangelisch-lutherische Pfarrkirche                | Zweigeschossiger Saalbau mit Dachreiter im Osten, 1741; mit Ausstattung | D-6-73-182-3 | weitere Bilder |

### Völkershausen
| Lage                                                                             | Objekt                              | Beschreibung | Akten-Nr.     | Bild           |
| -------------------------------------------------------------------------------- | ----------------------------------- | --- | ------------- | -------------- |
| Hinteres Rottland, östlich des Ortes an der Straße nach Herrmannsfeld (Standort) | Steinkreuz, sogenanntes Sühnekreuz  | Mit Inschrift, Sandstein, bez. .."51" | D-6-73-182-19 | BW             |
| Hermannsfelder Straße 12 (Standort)                                              | Friedhof                            | Mit Grabsteinen des 18. und 19. Jahrhundert, darunter Grabdenkmäler der Familie von Stein                                                                                        | D-6-73-182-7  | BW             |
| Hermannsfelder Straße 12 (Standort)                                              | Neugotische Grabkapelle             | Mit Vierpassfenster, über dem Eingang Steinsches Wappen, um 1850 | D-6-73-182-7  | BW             |
| Schloßplatz 5, 7; Nähe Schloßplatz (Standort)                                    | Schloss                             | Zweigeschossiger Mansarddachbau von 13 zu 3 Achsen mit Mittelrisalit, 1722–26 | D-6-73-182-6  | BW             |
| Nähe Schloßplatz (Standort)                                                      | Gartenmauer                         | Mit rustiziertem Stichbogenportal und Wappen des Erbauers Carl von Stein (von Stein/Deutschordenskreuz)                                                                          | D-6-73-182-6  | BW             |
| Nähe Schloßplatz (Standort)                                                      | Schlosspark                         | | D-6-73-182-6  | BW             |
| Schloßplatz 3, 7 a (Standort)                                                    | Ökonomiehof                         | Mit Bauten in Haustein und in Fachwerk | D-6-73-182-6  | BW             |
| Schloßplatz 11 (Standort)                                                        | Evangelisch-lutherische Pfarrkirche | Zweigeschossiger Saalbau mit fünf Fensterachsen über gerader zweiläufiger Freitreppe mit Balustergeländer über Kellerportal, eingezogener Ostturm, geweiht 1731; mit Ausstattung | D-6-73-182-5  | weitere Bilder |